# أكوميتية
الأكوميتية كانت رتبة من الرهبان المسيحيين الشرقيين الذين كانوا يحتفلون بالخدمة الإلهية دون انقطاع ليلًا أو نهارًا وذلك بتقسيم المرتلين إلى جوقات، والتي يُريح بعضها البعض بالتناوب في الكنيسة. جاءت الجوقات المتناوبة في ثلاث مجموعات حسب اللغة: اليونانية واللاتينية وربما السريانية.